# Annaka
Annaka (安中市?, Annaka-shi) è una città giapponese della prefettura di Gunma. La città è sede della più antica maratona del Giappone.

## Storia
Nel 1855, durante l'era Ansei, il signore feudale di Annaka, Katsuakira Itakura, ordinò a tutti i samurai del suo feudo di correre dal cancello del castello al Santuario di Kumano Gongen, credendo che ciò avrebbe giovato alla loro disciplina mentale e fisica.
Poiché furono registrati i nomi, tempi e classificazioni di tutti i partecipanti che tagliarono il traguardo, ciò si è rivelata essere la prima maratona documentata in Giappone. Tale corsa è ancora oggi conosciuta con il nome di Ansei Toashi (安政遠足?), termine che fu coniato da quando ebbe luogo durante l'era Ansei ed è anche chiamata Samurai Marathon, da cui è tratto l'omonimo film, Samurai Marathon - I sicari dello shogun, perché i suoi primi partecipanti furono samurai.
Nel 1975, Ansei Toashi è stato ripreso e da allora è stato un evento annuale. Ogni anno, i partecipanti indossano il proprio costume e corrono ogni seconda domenica di maggio. I corridori possono scegliere tra il percorso Toge di 28,97 km (dalle rovine del castello di Annaka fino al Santuario di Kumano) e il percorso Sakamoto-juku di 20,15 km (dalle rovine del castello di Annaka fino a Kutsurogi no Sato).